# Ingolf Thiel
Ingolf Thiel (20. srpna 1943, Gdaňsk – 16. března 1985, Stuttgart) byl německý fotograf, herec a kostýmní výtvarník.

## Životopis
Thiel se narodil v Gdaňsku 20. srpna 1943 jako syn Ingeborg Thielové, rozené Bartelové, a Friedricha Thiela. První dva roky svého života strávil se svými prarodiči v Sopotech. V roce 1945 jeho matka uprchla do Dánska s ním a jeho prarodiči. Zůstali v internačním táboře v Aalborgu až do roku 1947, než se na konci roku 1947 přestěhovali do Německa. Thiel strávil své dětství v Aspergu a od roku 1959 do roku 1967 v Marbach am Neckar.
Po střední škole se Thiel vyučil jako okenní návrhář v obchodním domě Union ve Stuttgartu, který s vyznamenáním dokončil v roce 1963. Na stáži jako návrhář obuvi v Kolíně nad Rýnem navázal první kontakty s fotografy. Jeho předchozí profesní cíl stát se návrhářem obuvi ho poté již nezajímal. Bylo to pro něj příliš technické, málo kreativní. Thiel se poté vyučil u průmyslového a reklamního fotografa Franze Laziho ve Stuttgartu a v roce 1967 také dokončil své druhé učení s vyznamenáním.

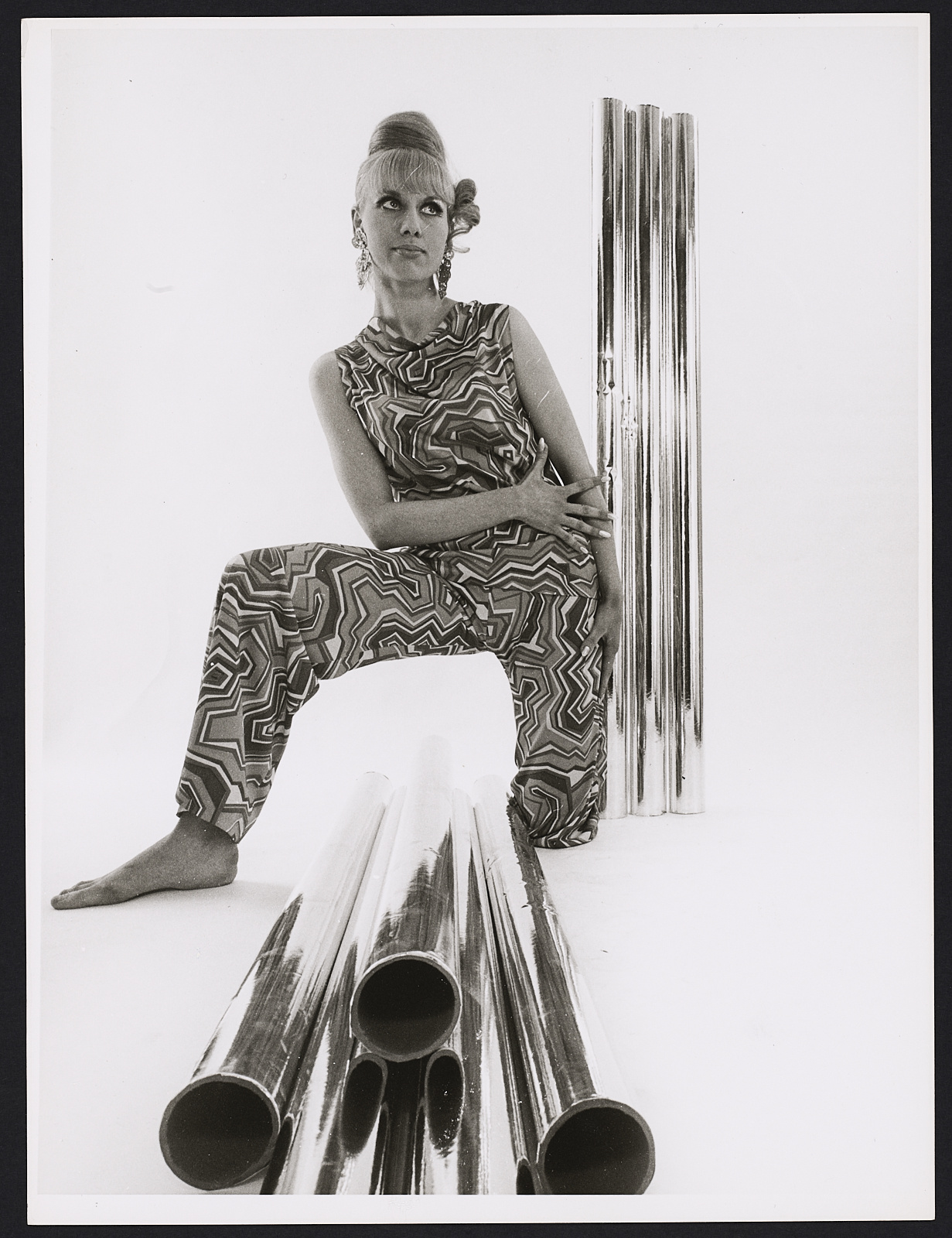
Ingolf Thiel: Modelka s trubkami (1967)

Od roku 1968 byl vedoucím velkokapacitního fotoateliéru K. Wehrle ve Freiburgu im Breisgau, než v létě 1969 přešel jako asistent k fotografovi Rico Puhlmannovi do Berlína. V dalších letech pracoval jako asistent a zaměstnanec ve fotoateliéru Zwietasch v Murru, ve fotoateliéru Karina Krausse v Mnichově a ve fotoateliéru Jürgena Domnicha ve Stuttgartu. Na začátku roku 1970 se Thiel přestěhoval z Marbachu do Mnichova a na konci roku 1970 do Stuttgartu. Od roku 1975/1976 Thiel pracoval samostatně se svým vlastním malým studiem ve Stuttgartu, zpočátku na adrese Römerstraße 67 b. V roce 1977 utrpěl infarkt, který ho donutil dát si tvůrčí přestávku od července 1977 až do roku 1978. Od 1. srpna 1983 provozoval Thiel své studio v nových, větších místnostech na Landhausstrasse 37a ve Stuttgartu. Jeho rozsáhlé portréty se objevily v magazínech ZOOM, Photographie, Werben & Vertriebs a foto magazín.
Thiel vedl studio až do své předčasné smrti po druhém infarktu v březnu 1985. Zdravotní problémy ho donutily předčasně se vrátit z Lanzarote do Německa, aby mohl dokončit svůj poslední projekt.

## Dílo

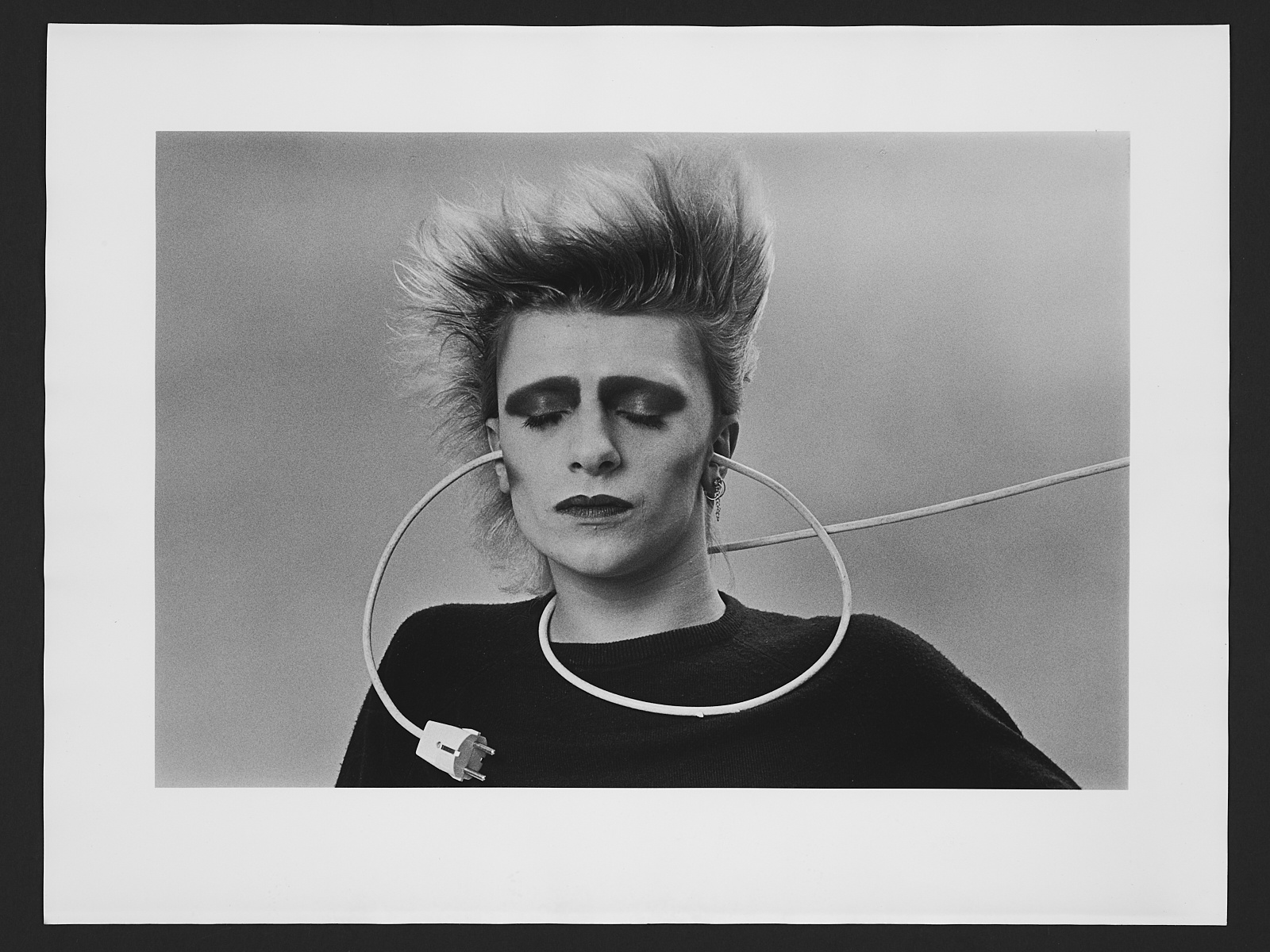
Ingolf Thiel: Série: Moderní pocity, Mark A Defris, Kabel, 1981

Thiel obdržel četné objednávky z průmyslového odvětví, včetně Daimler-Benz a Kodak, a od módních společností jako Bleyle, Breuninger a Schoeller Textil . Jeho fotografie se objevily například v časopisech Elle, Gala, Playboy a Stern.
Nejznámějších je jeho cca 70 fotografií pro reklamní kampaň „Lidé dneška, fotografovali sami“, kterou pro Mustang v Künzelsau realizoval s agenturou Leonhardt & Kern ze Stuttgartu. Motivy byly umístěny v letech 1981 až 1983 jako celostránkové inzeráty ve Stern, Der Spiegel, Freund, Bravo, Motorrad, Kicker, Sounds a Musikexpress. Časopis Professional Camera uvádí 298 milionů tištěných reklam. V kampani „milí, milující, drzí, vtipní, šťastní dnešní mladí lidé, kteří se fotografovali v džínách Mustang, inzerují na švábského krejčího kalhot, který připravil fotograf Ingo Thiel, světlo a modely.“ Většina modelů pocházelo z Thielova okruhu, včetně Michaela Simona, Williama Forsytha a samotného Thiela.V roce 1981 kampaň vyhrála Bravo-Kreativ-Otto.
Vždy přitom vznikala volná díla. „Technika fotomontáže byla pro Ingolfa Thiela stylistickým prostředkem – tím nejdůležitějším za mnoho let jeho práce, a to jak na zakázku, tak na volně volená témata. Zejména v období mezi lety 1976 a 1979, kdy působil jako módní a reklamní fotograf na volné noze ve Stuttgartu. Zde dokázal, což pro něj bylo velmi důležité, přizpůsobit proporce představám, které měl – i změnit perspektivy – a tak – přes skromné studiové vybavení – dosáhl překvapivých výsledků.
V roce 1984 byly vydány poslední dvě velké série fotografií „Love Stories“ a „Lanzarote. Síla skrze radost“ na Lanzarote s Rolfem S. Wolkensteinem jako modelem.
První výstava s fotomontážemi se konala na jaře 1975 v AT-Musikpodium ve Stuttgartu. Kritici ho viděli jít ve stopách Johna Heartfielda. Také v roce 1975 spolupracoval na výstavě "INVENTUR - Stuttgartské obytné domy 1865–1915" Státního památkového úřadu Bádenska-Württemberska ve Württembergischer Kunstverein Stuttgart a samostatných výstavách v Galerii Kubinski (1978) a Galerii Tanja Grunert (1982). V roce 1978 se stal členem Asociace nezávislých fotodesignérů (Berufsverband Freie Fotografen und Filmgestalter, BFF).
Ingolf Thiel jako multitalent působil nejen jako fotograf, ale také jako herec. Mimo jiné v televizních filmech Neon Schatten (1979), Inflace v ráji (1981) a Homo Saphires - der wertvolle Mensch (1981). Objevil se také jako performer s uměleckou skupinou "famili" a jako tanečník v baletu "Škoda, že je děvka" (hudba: Thomas Jahn, choreografie: William Forsythe, 1980/81). Thiel pracoval také jako kostýmní výtvarník, například pro hry "Event" (koncept: Randi Bubat, inscenace: William Forsythe, 1979, představení v severním tubusu Wagenburgského tunelu ) a "Gear" - kus o baletu (produkce a obraz: William Forsythe a Michael Simon, akustika a hudba: Thomas Jahn, William Forsythe a Michael Simon, představení ve Frankfurtské opeře, premiéra 1. června 1983). Jako módní návrhář vytvářel Thiel v roce 1982 pěnové klobouky a šaty.

## Kritika
U příležitosti jeho předčasné smrti dne 16. března 1985 uznala Jutta Rößner (Stuttgart Photo Gallery) Ingolfa Thiela za „mistra inscenovaných fotografií: módy, nábytku, kostýmů, scén, krajiny i vlastního já. Vyzkoušený a prověřený v mnoha uměních – jako návrhář, scénograf, herec a návrhář – se vždy vrátil ke své největší vášni, svému nejsilnějšímu talentu: fotografii“.
„Ingolf Thiel je jedním z velkých fotografických designérů, který obvykle předběhl dobu, a proto byl schopen dát fotografii tak důležitý impuls ...dotáhl to až na samý vrchol, zejména v oblasti módní a beauty fotografie.
„Jeho intenzivní vztahy s výjimečnými uměleckými osobnostmi, blízkost divadla a baletu, láska k tanci se znovu a znovu odráží v jeho fotografiích. Získal tak nespornou kompetenci prosadit své fotograficko-umělecké myšlenky všude tam, kde se setkal s kongeniálními partnery v uměleckém díle. “ (Z chvalozpěvu pro Ingolfa Thiela Waltera E. Lautenbachera (1920-2000), fotografa a zakladatele BFF (Asociace nezávislých fotografických designérů), pro BFF)
V roce 2022 Thomas Kliemann v Kölnische Rundschau napsal o „módním návrháři, herci a fotografovi Ingolfu Thielovi“, že „dobře zachytil duch dekády [80. léta] svými uměleckými kolážemi a portréty“.

## Thielův odkaz v Deutsche Fotothek

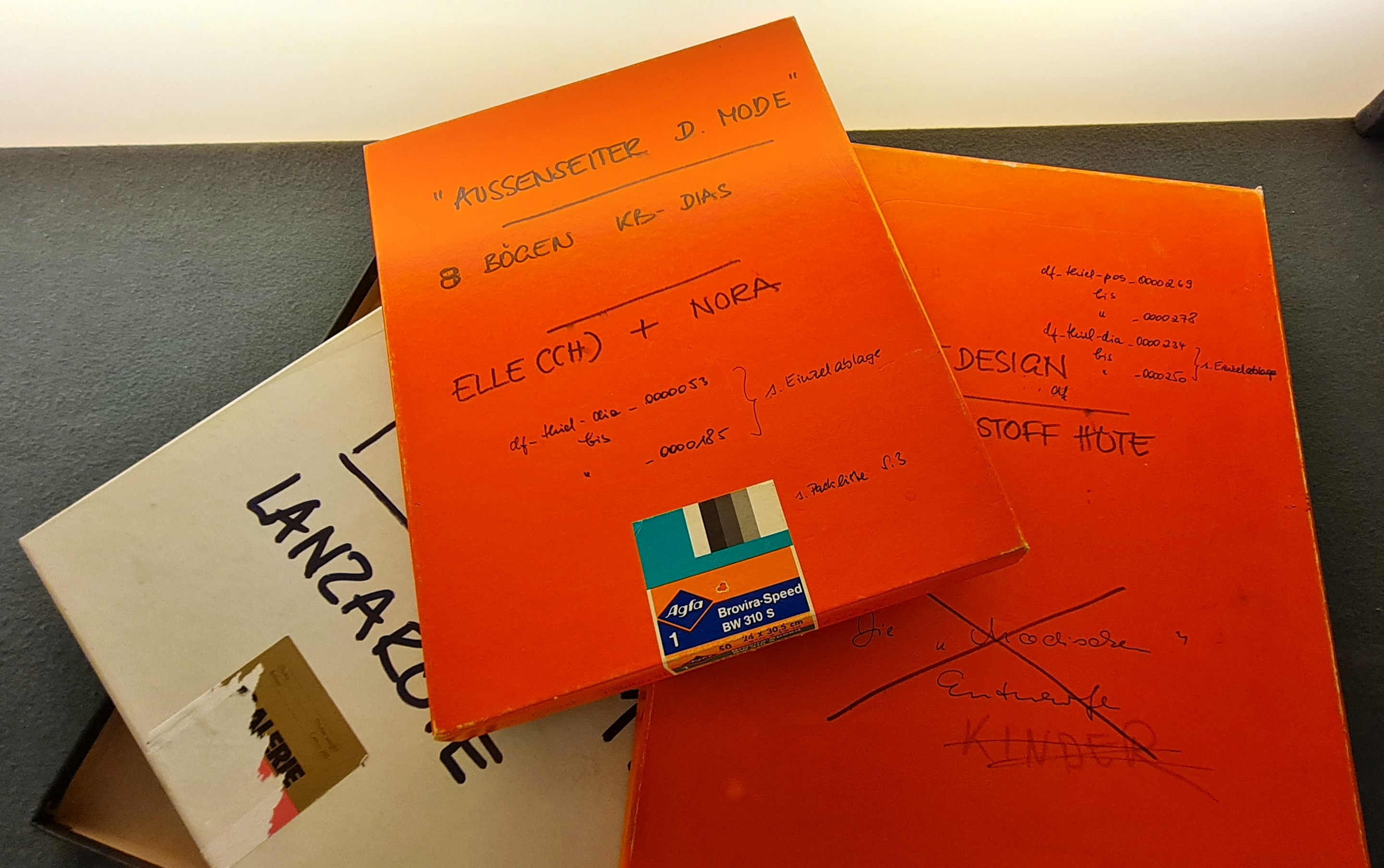
Krabice s fotografiemi Ingolfa Thiela

V květnu 2017 se pozůstalost Ingolfa Thiela z rodového statku dostala do sbírky Deutsche Fotothek. Kromě četných tisků ve 26 krabicích a 29 složkách s negativy a diapozitivy, které vytvořil Ingolf Thiel, obsahuje také agendy, adresáře, obchodní korespondenci, korektury, poznámky, pozvánky, prospekty, plakáty, programy, potvrzení o publikacích a články v tisku.

## Výstavy

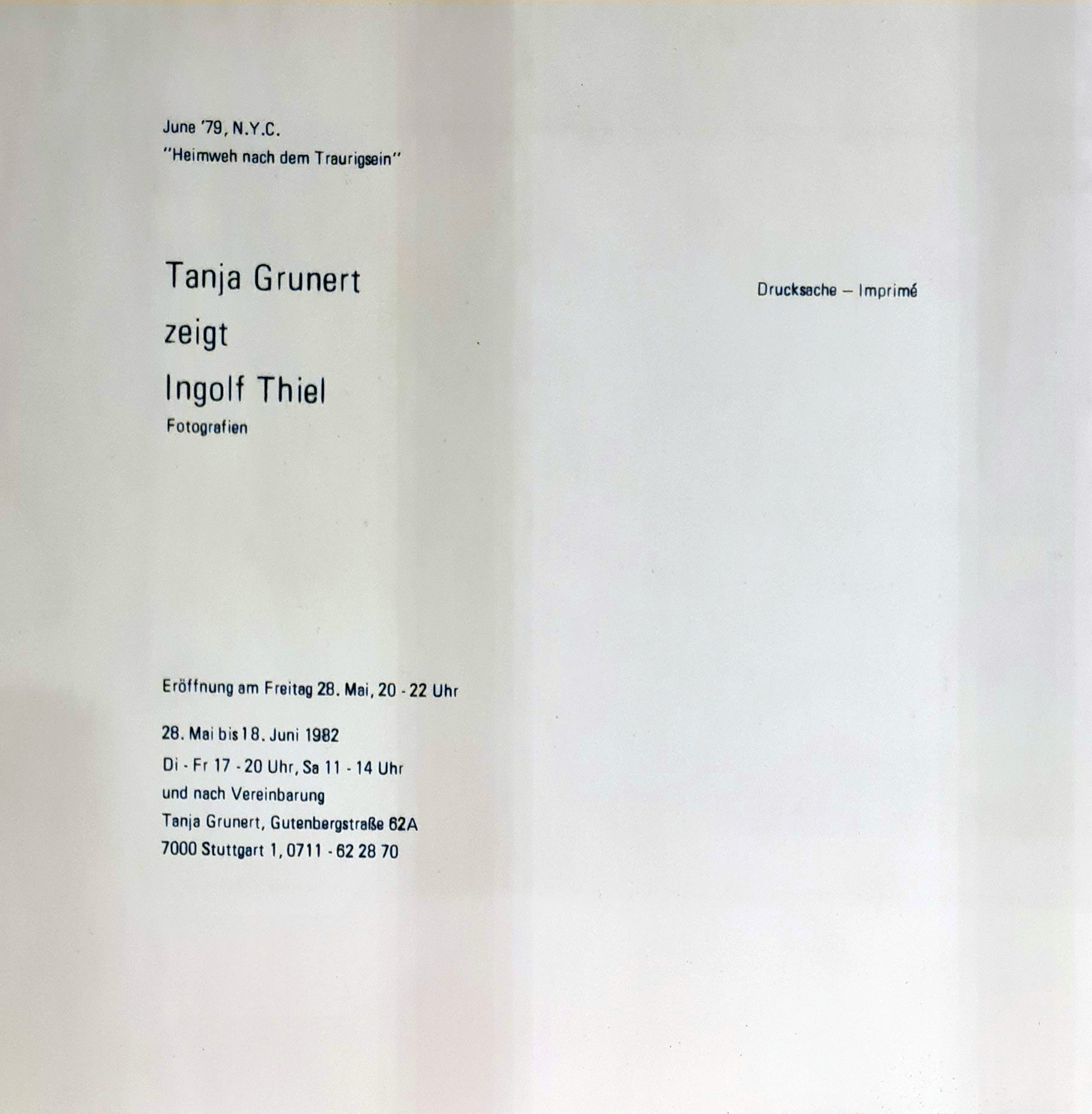
Pozvánka na výstavu ve Stuttgartu v roce 1982

### Samostatné výstavy
- Ingolf Thiel – fotomontáže, AT Musikpodium, Stuttgart, 1975
- Ingolf Thiel – Fotografie, Galerie Kubinski, Stuttgart, 14. října – 10. listopadu 1978
- .. zeigt Ingolf Thiel Fotografien, Galerie Tanja Grunert, Stuttgart, 28. května – 18. června 1982
- Moderní pocity. Fotografie Ingolfa Thiela 1975–1985 , Saská státní knihovna – Státní a univerzitní knihovna Drážďany (SLUB), 3. listopadu 2022 – 25. března 2023

### Skupinové výstavy
- Gunter Sachs, Eveline Meeuwse, Ingolf Thiel, Nikon Photo Gallery, Curych, 27. březen – 13. května 1982
- Mladá německá fotografie, Nikon Photo Gallery, Curych, 7. srpna – 16. září 1982
- Volker Schöbel, Carla Strache, Ingolf Thiel, Christoph Valentien, Galerie pro fotografii Jutta Rößner, Stuttgart, 3. prosince 1983 – 18. ledna 1984
- Fotodesign jako zakázka, mezinárodní výstava fotografií BFF (Asociace nezávislých fotodesignérů), stanice: Kolín nad Rýnem, Tokio, Osaka, New York, Rochester, Toronto, Berlín, Bradford, Paříž, Budapešť, Bělehrad, Singapur, 1983 a násl.
- Fotografický experiment na KODAK EKTAFLEX - unikátní tisky ve formátu 8 x 10 palců, PPS Gallery Hamburg, freska v Neue Staatsgalerie Stuttgart 1984
- Autoportrét ve věku fotografie. Malíři a fotografové v dialogu sami se sebou , Württemberg Art Association Stuttgart, 19. dubna – 9. června 1985; Akademie umění (Berlín), 1. září – 6. října 1985
- Záblesky času. 30 let fotografie v Německu. 30 let BFF, nezávislý fotodesignér, Muzeum umění a řemesel Hamburk, 13. června – 29. srpna 1999, Galerie města Stuttgart, od 18. června 2000
- Německo kolem roku 1980. Fotografie z daleké země , fotografie Mahmoud Dabdoub, Gerd Danigel, Barbara Klemm, Hans-Martin Küsters, Martin Langer, Angela Neuke a Ingolf Thiel. Ve spolupráci s Deutsche Fotothek, LVR-LandesMuseum Bonn a FC Gundlach Foundation jako součást archivu fotografů. Státní muzeum LVR Bonn, 24. březen – 14. srpna 2022.[8]

## Galerie

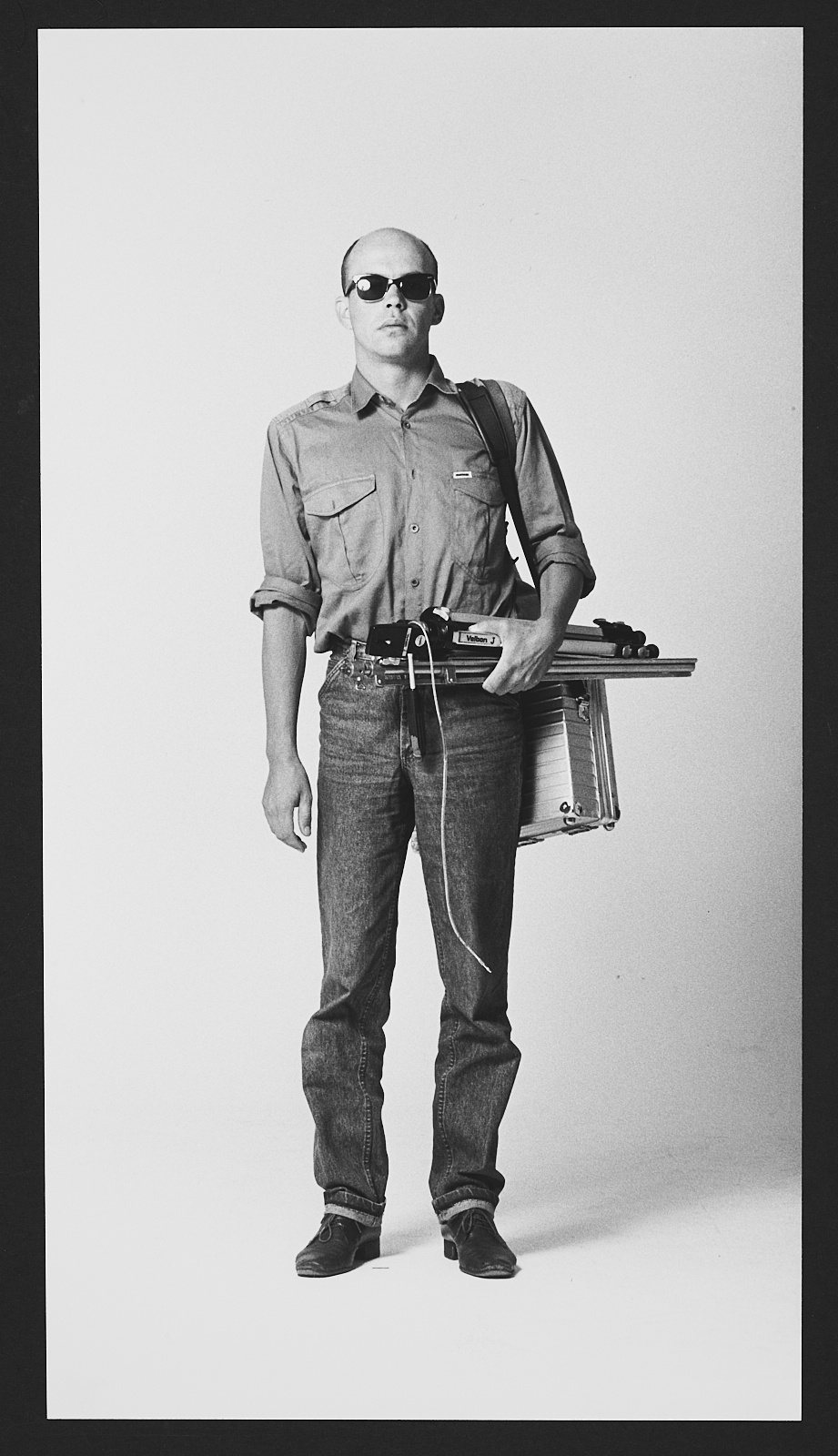
Série: Příběhy obleků - Týden mimo domov, 24. srpna, 9,45 h, Fototermin SBB, 1984
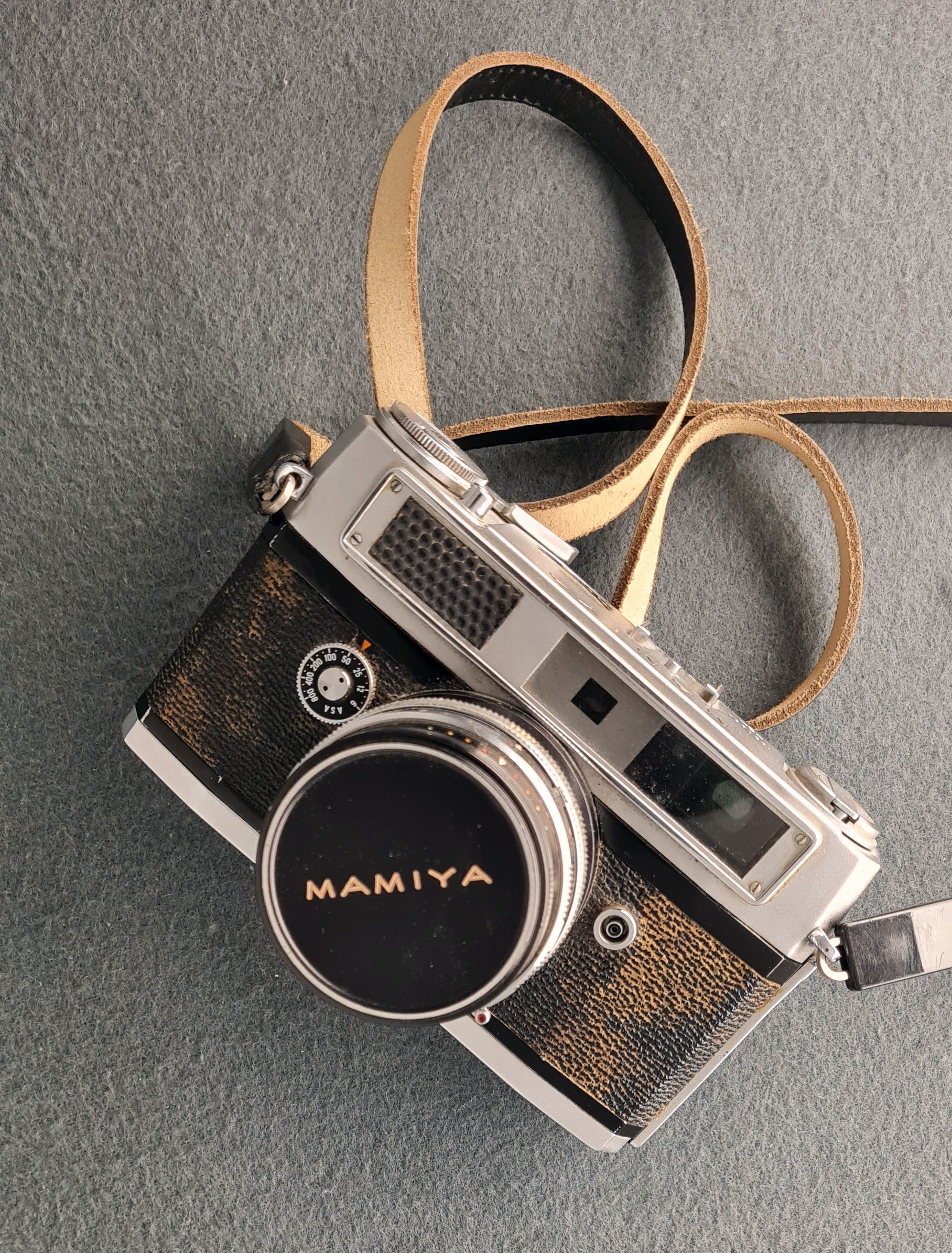
Autorův fotoaparát Mamiya
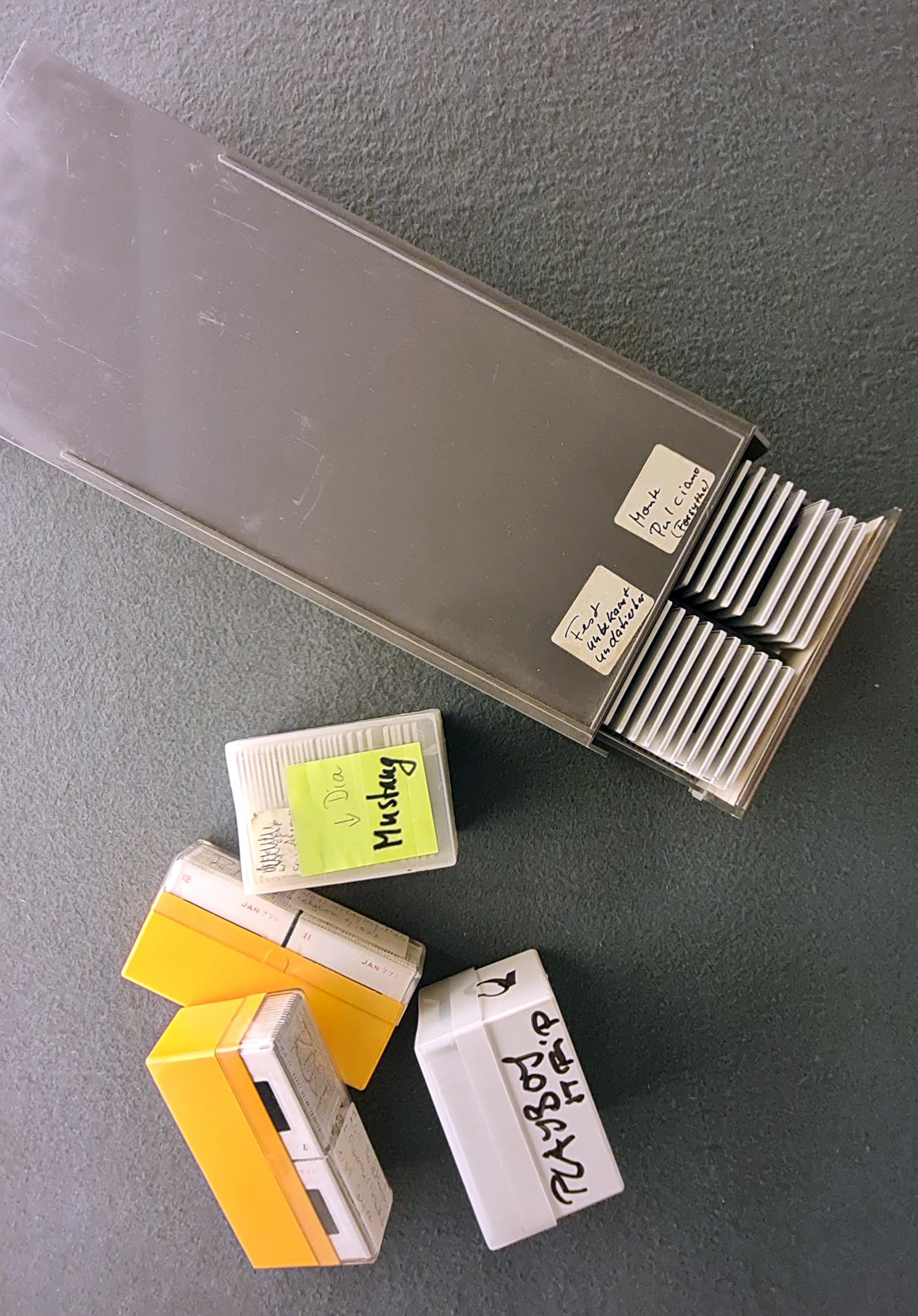
Archiv negativů

### Filmy
- Neonschatten, režie: Marco Serafini, 1979. TV film z produkce WDR, světová premiéra 23. srpna 1980 v N3
- Inflation im Paradies, režie: Wolfgang Ruehl, 1981/83. Epizoda filmu ve čtyřech částech.
- Homo Saphires – der wertvolle Mensch, režie: Rolf S. Wolkenstein, 1981.
- Der Tanz Mechanik (Taneční mechanika), režie: Rolf S. Wolkenstein, 1982. Stop-Motion-Film, včetně motivů z Thielovy tvorby, klaustrofobicky stísněné prostory, pravítka, měřicí pásky pro (sebe)měření.